# Boyfriend - Faen Pom Pen Puchai
Boyfriend - Faen Pom Pen Puchai (Boyfriend แฟนผมเป็นผู้ชาย) è un film tailandese a tematica omosessuale distribuito per la prima volta il 13 ottobre 2016.
Questo film è stato basato su un fumetto omonimo del 2005 pubblicato a puntate su Pantip. Già nel 2007 l'opera ebbe una trasposizione cinematografica in un film d’animazione low budget.

## Trama
Toey si è appena trasferito da Chiang Mai a Bangkok. Immediatamente attira l’attenzione di Aek, suo compagno di studi, che incomincia insistentemente a chiedergli, tutti i giorni, se può dormire a casa sua. I compagni di Toey, allora, gli insinuano il dubbio che Aek possa essere omosessuale e che sia innamorato di lui. Nel frattempo un loro amico, Mike, gli suggerisce di spacciarsi per omosessuale su internet per guadagnare dei soldi.

## Personaggi
- Toey, interpretato da Sippavit Dechapun "Boeing"
- Aek, interpretato da Natchapon Kuayngern "Max"
- Mike, interpretato da Kan Srivalwit